# عبد الرحمن محمد علي عثمان
عبد الرحمن محمد علي عثمان (؟ - و4 أغسطس 2022)، سياسي و وزير يمني سابق ونجل السياسي المعارض للحكم الملكي الإمامي في اليمن الشمالي قبل قيام الثورة اليمنية عام 1962 الشيخ محمد علي عثمان. من مواليد مديرية المسراخ محافظة تعز. تولى العديد من المناصب الرفيعة منها محافظ لمحافظة الحديدة ووزيرًا لعدد من الوزارات، وآخرها رئيسًا لمجلس الشورى. كان أحد المؤسسين البارزين لحزب المؤتمر الشعبي العام وشيخ مشائخ محافظة تعز.

## أهم المناصب التي تقلدها
- محافظ محافظة الحديدة ومحافظ محافظة تعز.[3]
- عضو مجلس الشعب التأسيسي.[4]
- وزير التموين والتجارة في حكومة عبد العزيز عبد الغني 1995،[5] و حكومة فرج بن غانم 1997،[6]
- وزير الصناعة في حكومة عبد الكريم الإرياني 1998[7]
- وزير الصناعة والتجارة في حكومة عبد القادر باجمال 2001[8]
- عضو مجلس الشورى 2007.[9]
- رئيس مجلس الشورى 9 أكتوبر 2011 خلفاً لعبد العزيز عبد الغني الذي توفي في السعودية متأثراً بالإصابة البالغة التي أصيب بها في حادثة الهجوم على مسجد دار الرئاسة بصنعاء في يونيو 2011 الذي استهدف الرئيس علي عبد الله صالح وعدد كبير من مسؤولي الدولة أثناء أداء صلاة الجمعة في 3 يونيو 2011.[9][10][11]

## اعتزاله العمل السياسي
في تصرف غير معلن، أحجم عن ممارسة مهامه كرئيس لمجلس الشورى إثر انقلاب الحوثيين (حركة أنصار الله) على النظام والاستيلاء على السلطة عام 2014 حتى عين الحوثيون في مارس 2019 محمد العيدروس، وهو من محافظة حضرموت، خلفاً له، والذي كان قد كلِف من قبل الحوثيون في عام 2016 بالقيام بأعمال رئيس المجلس، الأمر الذي دفع الرئيس عبدربه هادي إلى القيام بإجراء مماثل تم بموجبه تعيين أحمد عبيد بن دغر رئيسًا للمجلس في يناير 2021.

## وفاته
توفي يوم الخميس 4 أغسطس 2022 في مسقط رأسه بمديرية المسراخ محافظة تعز إثر مرض عضال، ودفن يوم الأحد 7 أغسطس 2022 في نفس المكان بعد إجراء مراسم تشييع رسمية وشعبية لجثمانه في مدينة تعز.